# Linsenmuscheln
Die Linsenmuscheln (Montacutidae) sind eine Muschel-Familie aus der Überordnung der Imparidentia. Die meisten Arten sind Kommensalen von anderen Meeresbewohnern. Es ist sogar eine parasitische Art bekannt, eine andere Art züchtet Bakterien auf ihren Kiemen. Derzeit (2016) sind etwa 175 rezente Arten bekannt, darunter sind aber mehrere unsichere bzw. zweifelhafte Arten. Die Anzahl der fossilen Arten ist unklar, da es keine moderne Bearbeitung der Familie gibt. Die ältesten Arten stammen aus dem Eozän.

## Merkmale
Die gleichklappigen Gehäuse sind meist klein bis sehr klein (wenige Millimeter bis wenige Zentimeter lang). Sie sind im Umriss meist eiförmig, gerundet dreieckig oder gerundet rhomboidal. Sie sind ungleichseitig, die Wirbel sitzen etwas vor oder hinter der Mitte. Das Ligament befindet sich intern in einer Grube unter und/oder hinter den Wirbeln. Das Schloss weist nur wenige Zähne auf, meist ist nur ein einzelner Kardinalzahn oder Lateralzahn vorhanden. In der linken Klappe befindet sich meist nur ein einzelner vorderer Lateralzahn. Die Mantellinie ist ganzrandig und nicht eingebuchtet. Es sind in jeder der beiden Klappen zwei mehr oder weniger gleich große Schließmuskeleindrücke vorhanden. Die Oberfläche ist meist wenig skulptiert, oft sind nur konzentrische Anwachsstreifen ausgebildet. Die Schale ist meist dünn.

## Geographische Verbreitung, Lebensraum und Lebensweise
Die Arten der Linsenmuscheln sind weltweit verbreitet. Sie kommen vom Gezeitenbereich bis in die Tiefsee vor.
Die meisten Arten sind Kommensalen mit Stachelhäutern (Echinodermata), Spritzwürmern (Sipunculida), Gliederfüßern (Arthropoda) oder auch Armfüßern (Brachiopoda) und Seeanemonen (Actiniaria). Es ist sogar eine parasitische Art bekannt, andere Arten züchten Bakterien auf ihren Kiemen. 
Die Vertreter der Montacutidae sind meist protandrische, protogyne oder ständige Hermaphroditen. Andere Arten sind getrenntgeschlechtlich. Bei einigen Arten (z. B. Montacuta percompressa) sind die (Zwerg-)Männchen quasi Parasiten in den Weibchen. Sie sind vom Mantel des Weibchens umschlossen, zu eiförmigen Gonadengewebe reduziert, und haben auch kein Gehäuse mehr. Auch Selbstbefruchtung konnte bei einer Art schon nachgewiesen werden (Montacutona compacta (Gould, 1861))

## Taxonomie
Das Taxon wurde von William Clark 1855 aufgestellt. Die Gültigkeit des Taxons ist allerdings umstritten. Während Bouchet & Rocroi und Carter et al. die Familie als Synonym der Familie Lasaeidae Gray, 1842 behandeln, betrachten Gosselck et al. und die MolluscaBase die Familie als gültiges Taxon.
- Familie Linsenmuscheln (Montacutidae)
  - Altenaeum Spaink, 1972
  - Anisodevonia Kato, 1999
  - Barrimysia Iredale, 1929
  - Brachiomya Jespersen, Lützen & Nielsen, 2004
  - Callomysia Habe, 1951
  - Conchentopyx Barnard, 1964
  - Coracuta Holmes, Gallichan & Wood, 2006
  - Curvemysella Habe, 1959
  - Devonia Winckworth, 1930
    - Devonia perrieri (Malard, 1904)

  - Draculamya Oliver & Lützen, 2011
    - Draculamya porobranchiata Oliver & Lützen, 2011
    - †Draculomya pumila (J. de C. Sowerby, 1844) (Pliozän)

  - Entovalva Voeltzkow, 1890
  - Eolepton Oyama, 1973
  - Epilepton Dall, 1899
  - Fronsella Laseron, 1956
  - Jousseaumia Bourne, 1906
  - Kelliola Dall, 1889
  - Koreamya Lützen, Hong & Yamashita, 2009
  - Kurtiella Gofas & Salas, 2008
  - Litigiella Monterosato, 1909
    - Litigiella glabra (Fischer, 1873)

  - Malvinasia Cooper & Preston, 1910
  - Mancikellia Dall, 1899
  - Montacuta Turton, 1822
  - Montacutella Jespersen, Lützen & Nielsen, 2004
  - Montacutona Yamamoto & Habe, 1959
  - Mysella Angas, 1877
  - Nipponomontacuta Yamamoto & Habe, 1961
  - Nipponomysella Yamamoto & Habe, 1959
    - Nipponomysella subtruncata (Yokoyama, 1927)

  - Phascoliophila F. Nordsieck, 1969
    - Phascoliophila phascolionis (Dautzenberg & Fischer, 1925)

  - Planktomya Simroth, 1896
  - Ptilomyax Oliver, 2012
  - Soyokellia Habe, 1958
  - Sphaerumbonella Coen, 1933
  - Syssitomya Oliver, 2012
  - Tellimya T. Brown, 1827
    - Längliche Linsenmuschel (Tellimya ferruginosa (Montagu, 1808))
    - Tellimya tenella (Lovén, 1847)

  - Thecodonta A. Adams, 1864

## Belege